# Marsdenia quadrialata
Marsdenia quadrialata är en oleanderväxtart som beskrevs av Choux. Marsdenia quadrialata ingår i släktet Marsdenia och familjen oleanderväxter. Inga underarter finns listade i Catalogue of Life.